# Vilain Pingouin

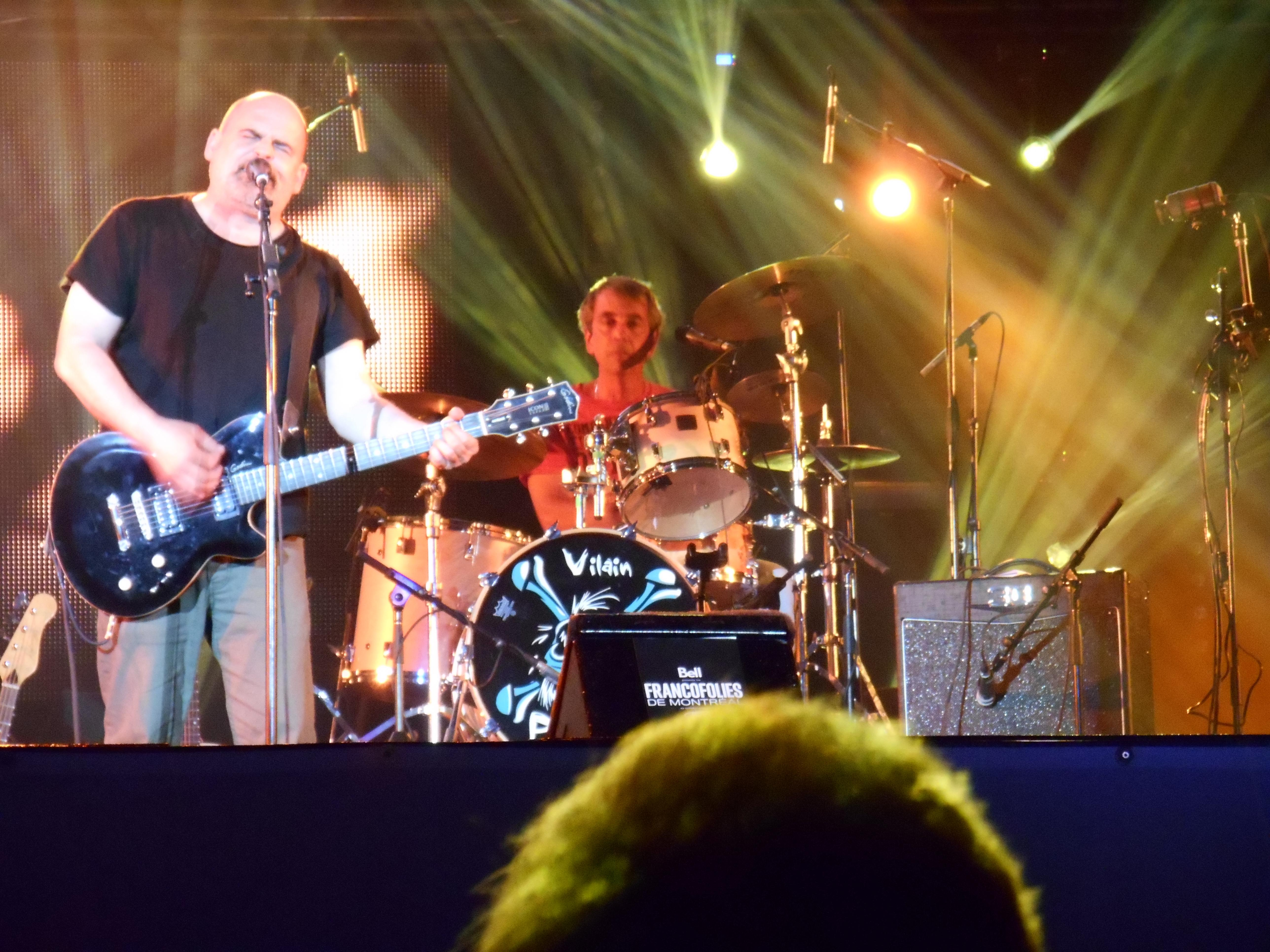
Rudy Caya et Michel Vaillancourt

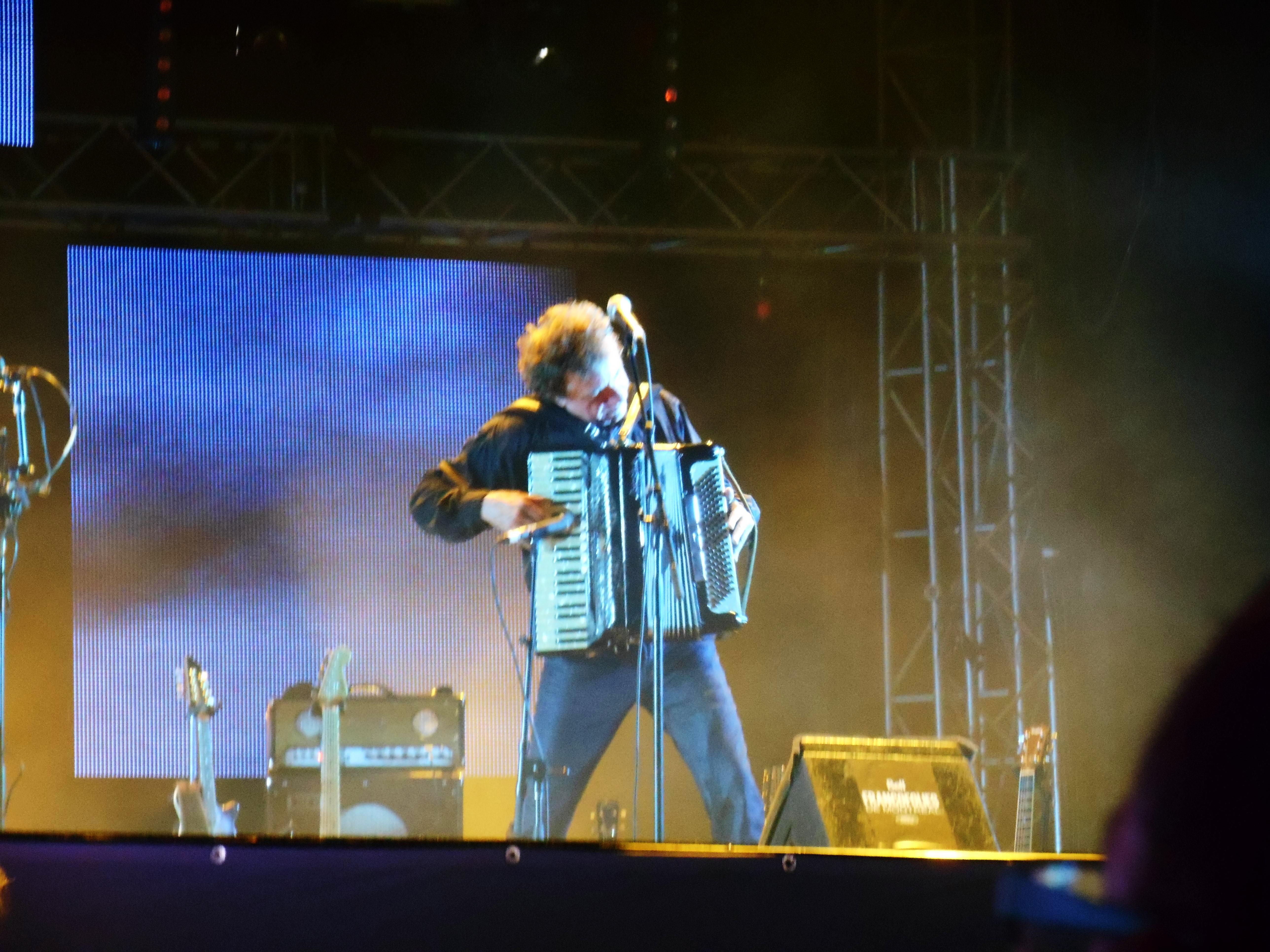
Claude Samson

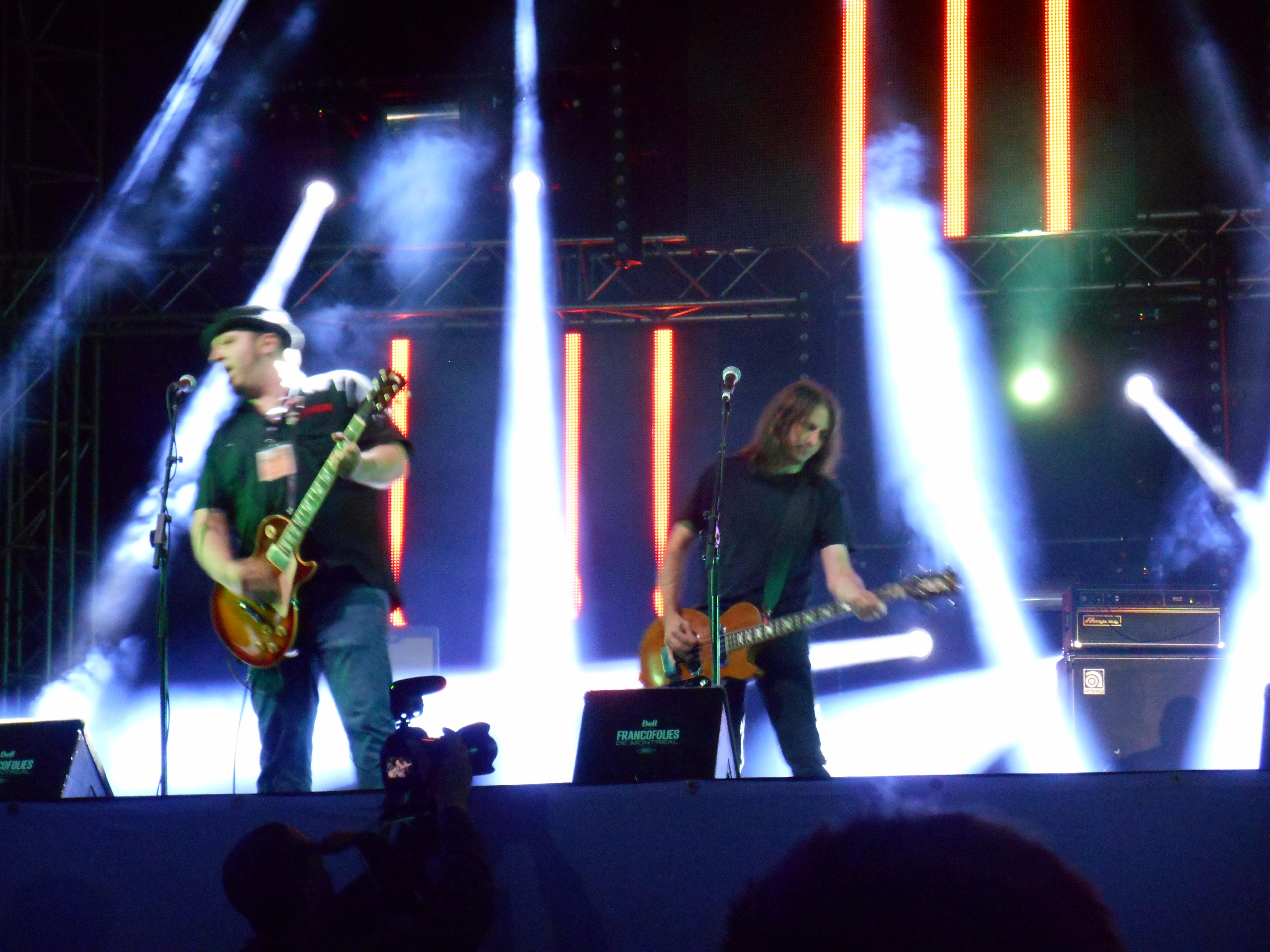
Riot et Mike

Vilain Pingouin est un groupe rock québécois fondé à Montréal en 1986. Le groupe, mené par Rudy Caya, y a marqué les années 1990 notamment avec ses titres Le Train et Marche seul.

## Biographie
En 1986, à Montreal, l'auteur-compositeur-interprète Rudy Caya, le batteur Michel Vaillancourt, le guitariste Rodolphe Fortier, le guitariste et harmoniciste Claude Samson et le bassiste Frédéric Bonicard forment le groupe Vilain Pingouin.
Plus tard, le bassiste Michel Turcotte et le guitariste Alain Godmer rejoignent le groupe.
En 1989, le groupe sort son premier single François puis Salut salaud.
Vilain Pingouin sort son premier album éponyme en septembre 1990 avant d'être sacré groupe de l'année au Gala de l'ADISQ de 1991.
De 1991 à 1992, le groupe réalise une tournée au Quebec comptabilisant plus de deux-cents spectacles.
En novembre 2018, le groupe sort un mini-album intitulé Coup d'cœur.
En juillet 2020, le premier bassite du groupe, qui l'est resté jusqu'en 1995, Frédéric Bonicard meurt d'un cancer.
En novembre 2022, le groupe sort Coup de main, un mini-album de quatre titres.
En 2024, le groupe sort un nouveau clip produit grâce à l'intelligence artificielle pour la chanson Pirate (1998).

## Composition du groupe
- Rudy Caya : chant, guitares
- Alain "Riot" Godmer : guitares, chœurs (depuis 2000)
- Claude Samson : guitares, mandoline, banjo, accordéon, harmonica, chœurs
- Michel Bélanger : basse, chœurs (depuis 2006)
- Michel Vaillancourt : batterie, percussions
- Jean-Michel "Red" Soudre : guitares, chœurs (depuis 2018)

Le groupe a aussi compté dans ses rangs :
- Nicole Beausoleil : claviers (1987-1988)
- Frédéric Bonicard : basse (1986-1995)
- Michel Bertrand : basse, voix (1995-2000)
- Rodolphe Fortier : guitare, banjo, mandoline, trompette, chœurs (1986-2000)
- Michel Turcotte : basse, chœurs (2000-2006)

## Lauréats et nominations

### Gala de l'ADISQ
| Année | Catégorie                                            | Pour            | Résultat   |
| ----- | ---------------------------------------------------- | --------------- | ---------- |
| 1990  | Découverte de l'année                                | Vilain Pingouin | nomination |
| 1990  | Vidéoclip de l'année                                 | Salut salaud    | nomination |
| 1991  | Groupe de l'année                                    | Vilain Pingouin | lauréat    |
| 1991  | Microsillon de l'année - premier disque              | Vilain Pingouin | nomination |
| 1991  | Microsillon de l'année - rock                        | Vilain Pingouin | nomination |
| 1991  | Spectacle de l'année - rock                          | Vilain Pingouin | nomination |
| 1991  | Vidéoclip de l'année                                 | Sous la pluie   | nomination |
| 1992  | Groupe de l'année                                    | Vilain Pingouin | nomination |
| 1993  | Album de l'année - rock                              | Roche et roule  | lauréat    |
| 1993  | Groupe de l'année                                    | Vilain Pingouin | nomination |
| 1993  | Spectacle de l'année - auteur-compositeur-interprète | Roche et roule  | nomination |
| 1994  | Groupe de l'année                                    | Vilain Pingouin | nomination |

### Prix Juno[15]
| Année | Catégorie                       | Pour            | Résultat   |
| ----- | ------------------------------- | --------------- | ---------- |
| 1992  | Album francophone le plus vendu | Vilain Pingouin | nomination |

### Autres prix
- Vidéogala
  - Artistes vidéo de l'année (lauréat, 1991)
  - Clip des clips pour Sous la pluie (lauréat, 1991)
- Certifications
  - Disque or pour Vilain Pingouin (1991)
  - Disque or pour Roche et roule (1998)